# Dampskibsselskabet Norden
Das Schifffahrtsunternehmen Dampskibsselskabet NORDEN A/S ist eine große dänische Massengutreederei. Sie betreibt 369 Massengutschiffe und 94 Tanker (Stand Ende 2024).

## Unternehmen
Das Unternehmen wurde am 11. Februar 1871 von Mads Christian Holm gegründet und nahm im Februar 1872 das erste Schiff, den in Glasgow neu gebauten Frachtdampfer Norden in Betrieb. Zusätzlich zum Aufbau der Reederei gründete Holm im Jahr 1882 auch die Werft Helsingør Skibsværft in Helsingør. Im Jahr 1923 nahm die Reederei ihr erstes Motorschiff, die Nordbo in Betrieb und 1946 wurde mit der Nordlys das letzte Dampfschiff verkauft. Anfang der 1970er Jahre wandte sich das Unternehmen der Massengutschifffahrt zu und veräußerte 1979 das letzte Linienfrachtschiff. Ab 1990 stieg die Reederei zusätzlich in die Tankschifffahrt ein und übernahm 1994 die Reederei Dampskibsselskabet Orient. In den 1990er und 2000er Jahren wuchs die Reederei stark an und gründete im Jahr 2005 mit der zypriotischen Reederei Interorient Navigation Company den Norient Product Pool, in dem gemeinsam Produktentanker betrieben werden.